# Hans Königs
Hans Königs (* 6. August 1903 in Aachen; † 23. Dezember 1988 ebenda) war ein deutscher Architekt und Stadtkonservator.

## Leben

### Familie

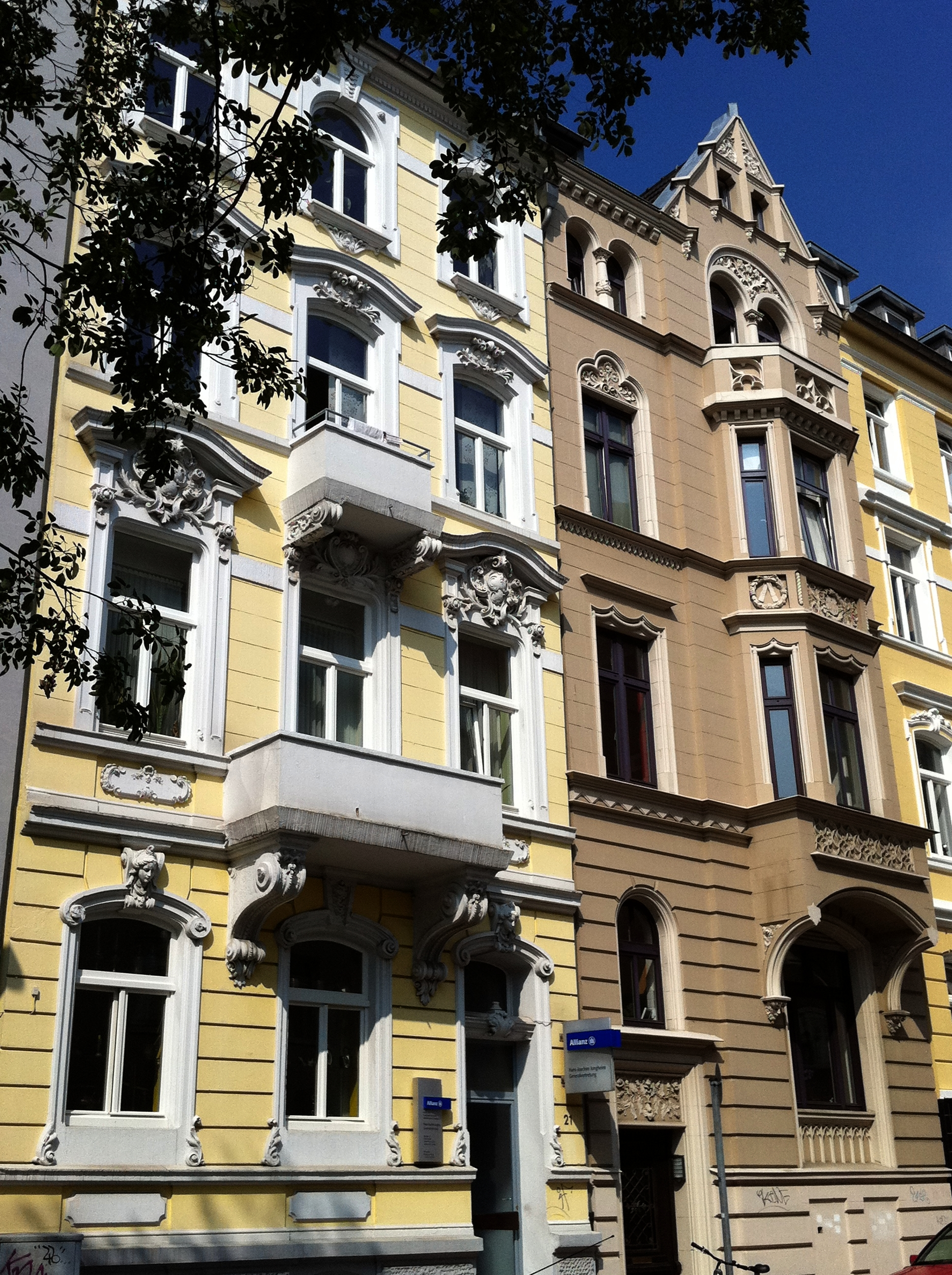
Geburtshaus von Hans Königs, Rochusstraße 23 (rechts im Bild)

Hans Königs war das erste von sieben Kindern des Aachener Bauunternehmers und Architekten Arnold Königs und seiner Frau Anna, geb. Goebels. Im August 1943 heiratete Hans Königs im Alexianerkloster Aachen Marianne Bachus. Aus der Ehe ging eine Tochter (Ursula, * 6. September 1944 in Malmedy) hervor.

### Schulzeit und Ausbildung
Nachdem Hans Königs die Vorschule des Kaiser-Karls-Gymnasiums absolviert hatte, besuchte er seit Ostern 1913 die städtische Oberrealschule mit angeschlossenem Realgymnasium in der Vinzenzstraße (jetzt Kármánstraße), dem Vorläufer des heutigen Couven-Gymnasiums. Durch die Kriegswirren des Ersten Weltkrieges wurde die Schulzeit stark beeinflusst. Zahlreiche Lehrer und Mitschüler der oberen Klassen meldeten sich freiwillig zum Kriegsdienst bzw. wurden einberufen. Am 2. Oktober 1917 wurde die Oberrealschule anlässlich des Geburtstages des Generalfeldmarschalls Paul von Hindenburg umbenannt. Die politischen Unruhen im November 1918 sowie die Besetzung Aachens durch belgische und französische Truppen hatten im Winter 1918 / 1919 zahlreiche Unterrichtsausfälle an Aachener Schulen zur Folge. Trotz dieser widrigen Umstände konnte Hans Königs sein „Einjähriges“ zu Ostern 1919 mit sehr guten Noten abschließen. In Anerkennung seiner Leistungen gestattete der Vater Hans Königs die Mitgliedschaft im Aachener Geschichtsverein. In späteren Jahren war Hans Königs dort als Beirat und Vorstandsmitglied aktiv und organisierte und leitete seit 1937 unzählige Exkursionen.
Bereits aus dem Jahr 1919 datierten die ersten Aquarellzeichnungen, meist von stadtgeschichtlichen Motiven, wie z. B. dem Sandkaultor, dem Marschiertor und dem Ponttor. 1921 war Hans Königs der beste Schüler seines Jahrganges. Zu Ostern 1922 absolvierte er seine Abiturprüfungen. Auf seinem Zeugnis erfolgte zum Fach Geschichte der Eintrag: „Auf dem Gebiete der Aachener Geschichte, die er quellenmäßig studierte, und der Aachener Familienkunde hat er Leistungen zu verzeichnen, die besondere Anerkennung verdienen.“ Während seiner Schulzeit gehörte er zum Literarischen Zirkel, einem Zusammenschluss von katholischen Gymnasiasten. Sie wurden von Jesuitenpatres geleitet. Der Literarische Zirkel war ein Vorläufer des Bundes Neudeutschland. Zu Hans Königs' Mitschülern zählte der spätere Oberbürgermeister Hermann Heusch.
Nach einem Praktikum begann Hans Königs im Sommer 1922 das Architekturstudium an der Technischen Hochschule in Aachen. Einer seiner Lehrer war der Maler August von Brandis.
Mit Studienbeginn trat er der katholischen Studentenverbindung K.D.St.V. Franconia Aachen des CV bei. Seine Studienarbeit vom 28. Oktober 1922 befasste sich mit archäologischen Funden in der Baugrube des Geschäftshauses der Firma Sinn. Ostern 1927 legte Königs den ersten Teil seiner Diplomprüfung ab. Eine schwer verlaufende Tuberkulose-Erkrankung zwang ihn zu einer fast zweijährigen Unterbrechung des Studiums. Am 29. September 1930 erhielt er sein Diplom von der Fakultät für Bauwesen an der RWTH Aachen. In fünf Fächern bestand er mit sehr gut, in 7 mit gut. Nach seinem Studium trat er der ebenfalls in Aachen ansässigen K.D.St.V. Kaiserpfalz bei.

### Berufsweg
Bis 1941 war er als Architekt im Baugeschäftsbüro seines Vaters beschäftigt. Zu seinen Tätigkeiten gehörten die Projektierung, die Berechnungen der Statik, die Ausschreibung, die Vergabe, die Bauleitung und die Abrechnung der jeweiligen Baumaßnahmen. Die Baufirma Königs verwirklichte in den Jahren 1931 bis 1935 zahlreiche Bauprojekte am Königshügel, an der Melatener und Krefelder Straße, am Purweider Weg sowie in der Chlodwig- und Pippinstraße. Darüber hinaus war die Firma mit zahlreichen Umbaumaßnahmen von Aachener Geschäftshäusern und Cafés beauftragt. Bereits zu dieser Zeit widmete sich Hans Königs verstärkt der Architektur-Fotografie.
Im Jahr 1936 begannen die Bauarbeiten am Wohn- und Geschäftshaus Lützenburg im Aachener Stadtteil Burtscheid. Vorgeschrieben wurde für den Neubau bereits zu dieser Zeit der Einbau eines Luftschutzraumes und verstärkter Geschossdecken.
Zur gleichen Zeit begann sich Hans Königs aktiv für den Denkmalschutz in Aachen einzusetzen. Auslöser war die Androhung des Abrisses des Hauses Zum blinden Esel, einer dreiflügeligen Hofanlage in der Franzstraße, die 1754 durch den bekannten Architekten Johann Joseph Couven umgebaut wurde. Unter Anleitung von Hans Königs gelang es, die Hofanlage in den Jahren 1936 bis 1937 vorbildlich instand zu setzen.
Am 1. Juni 1936 wurde die Franconia, der Hans Königs immer noch stark verbunden war, zwangsweise aufgelöst.
1937 leitete er die jährliche Exkursion des Aachener Geschichtsvereins in die Soers zu zahlreichen Hofanlagen, Bauernhöfen und zum Schloss Rahe. Durch seine Tätigkeit in der Denkmalpflege und im Aachener Geschichtsverein lernte er zu dieser Zeit den Dombaumeister Joseph Buchkremer kennen. 1937 begannen die Arbeiten an den neuen Räumen der Domsingschule, die in Abstimmung zwischen Hans Königs und Joseph Buchkremer ausgeführt wurden.
1939 veröffentlichte Hans Königs einen wissenschaftlichen Artikel über die Gutshofanlage Der Große Bau in Süsterfeld. Hier hat er wertvolle Stuckarbeiten entdeckt, die er dem italienischen Stuckateur Petrus Nicolaas Gagini zuschreiben kann. Eines der Stuckarbeiten zeigt das Gut Soerser Hochkirchen. Es wurde auf Betreiben von Hans Königs 1969 restauriert in den Händel-Saal des Alten Kurhauses in Aachen eingebaut, nachdem das Gut Der Große Bau im Krieg fast völlig zerstört wurde. Leider wurde das Stuckrelief bereits 1970 durch eine Wand verdeckt und erst durch einen „Zufall“ 2008 bei Umbauarbeiten wiederentdeckt.

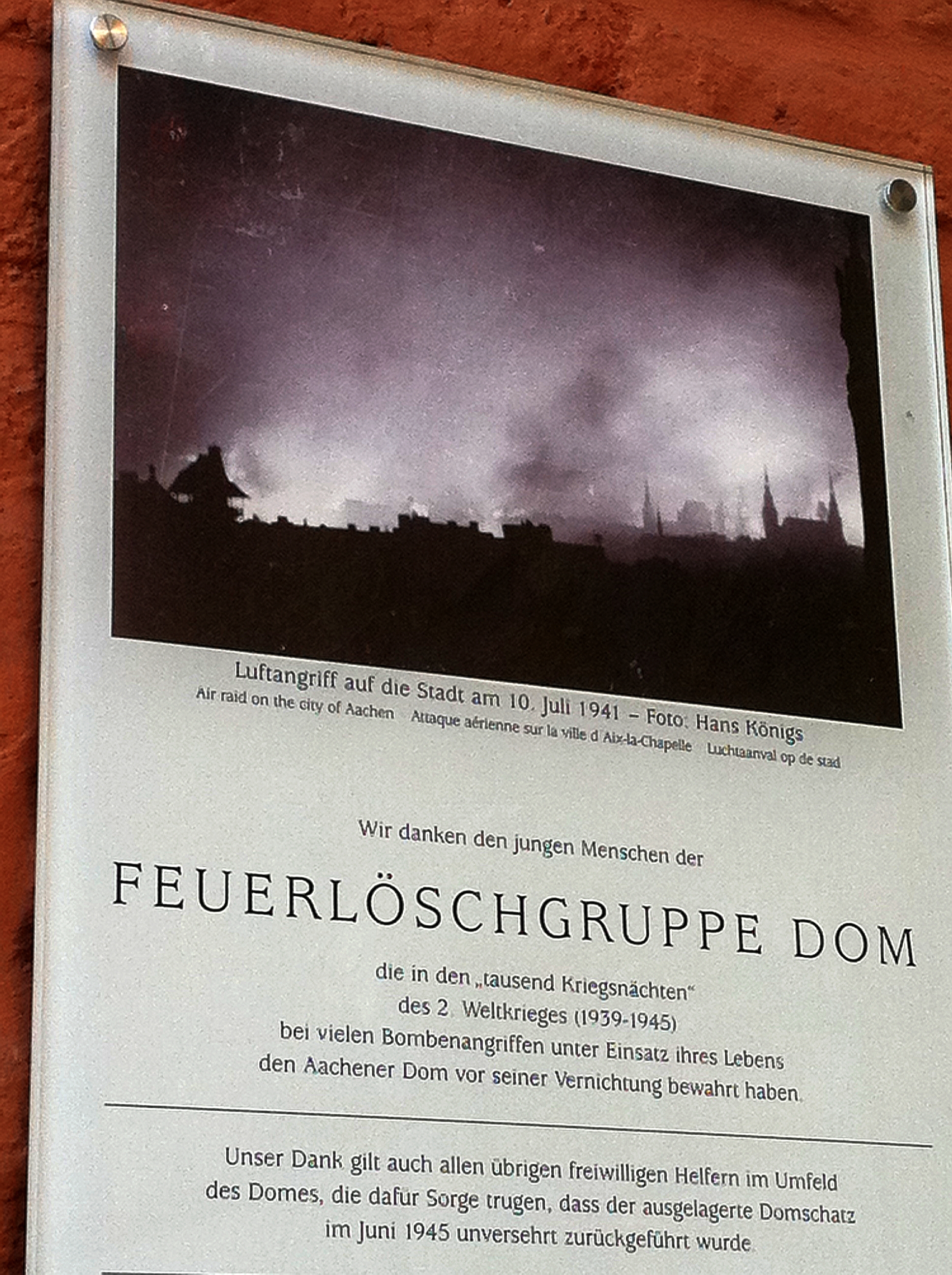
Gedenktafel für die „Feuerlöschgruppe Dom“ mit dem bekanntesten Bild von Hans Königs: Der Bombenangriff auf Aachen, aufgenommen von der Krefelder Straße am 10. Juli 1941

Von der Einberufung zur Wehrmacht blieb Hans Königs aufgrund der gesundheitlichen Beeinträchtigung durch die Folgen der Tuberkulose-Erkrankung verschont. Während des Zweiten Weltkrieges, auch als Aachen durch schwere Bombenangriffe viele historische Gebäude verloren hatte, arbeitete er weiter im Auftrag des Denkmalschutzes. Einige der gerade rekonstruierten und umgebauten Gebäude, wie die Domsingschule oder das Romanische Haus am Klosterplatz wurden bereits während der ersten Großangriffe teilweise oder vollständig zerstört. Hans Königs meldete sich 1940 freiwillig zur Luftschutzwache am Aachener Dom.
1942 erhielt er vom Leiter des städtischen Kulturamtes der Stadt, Will Hermanns, den Auftrag, die noch intakten, historischen Straßenzüge der Stadt zu fotografieren. Er versammelte einige Mitarbeiter um sich, um möglichst viele Straßen noch im unzerstörten Zustand zu dokumentieren. Vielfach sahen sie sich Vorwürfen ausgesetzt, für die britische Luftwaffe zu spionieren. Zu dieser Zeit war in Aachen ein allgemeines Fotografierverbot verhängt worden. In den Jahren 1942 bis 1943 entstanden etwa 1200, teils farbige Fotos. Einige Bildserien, insbesondere die Aufnahmen aus dem historischen Burtscheid, sind beim Bombenangriff auf die Stadtbildstelle vernichtet worden. Im Sommer 1943 verstärkten sich die Bombenangriffe auf die Stadt Aachen. Tausende von Aachenern verloren dabei ihr Leben. Unzählige historische Gebäude wurden vollständig zerstört oder stark beschädigt, wie das Aachener Rathaus, das Theater, das alte Couven-Museum am Seilgraben sowie das Wespienhaus und die gerade restaurierte Hofanlage Zum Blinden Esel.
1943 wurde Hans Königs vom Landeskonservator beauftragt, Auslagerungsorte für die Aachener Kunstschätze aus historischen Gebäuden und Museen zu ermitteln. Während der von den Nationalsozialisten angeordneten Zwangsräumung Aachens im September 1944 hielt Hans Königs sich in der Stadt auf, die letzten Kriegstage verbrachte er in einem Pfarrhaus in Berensberg bei Aachen.

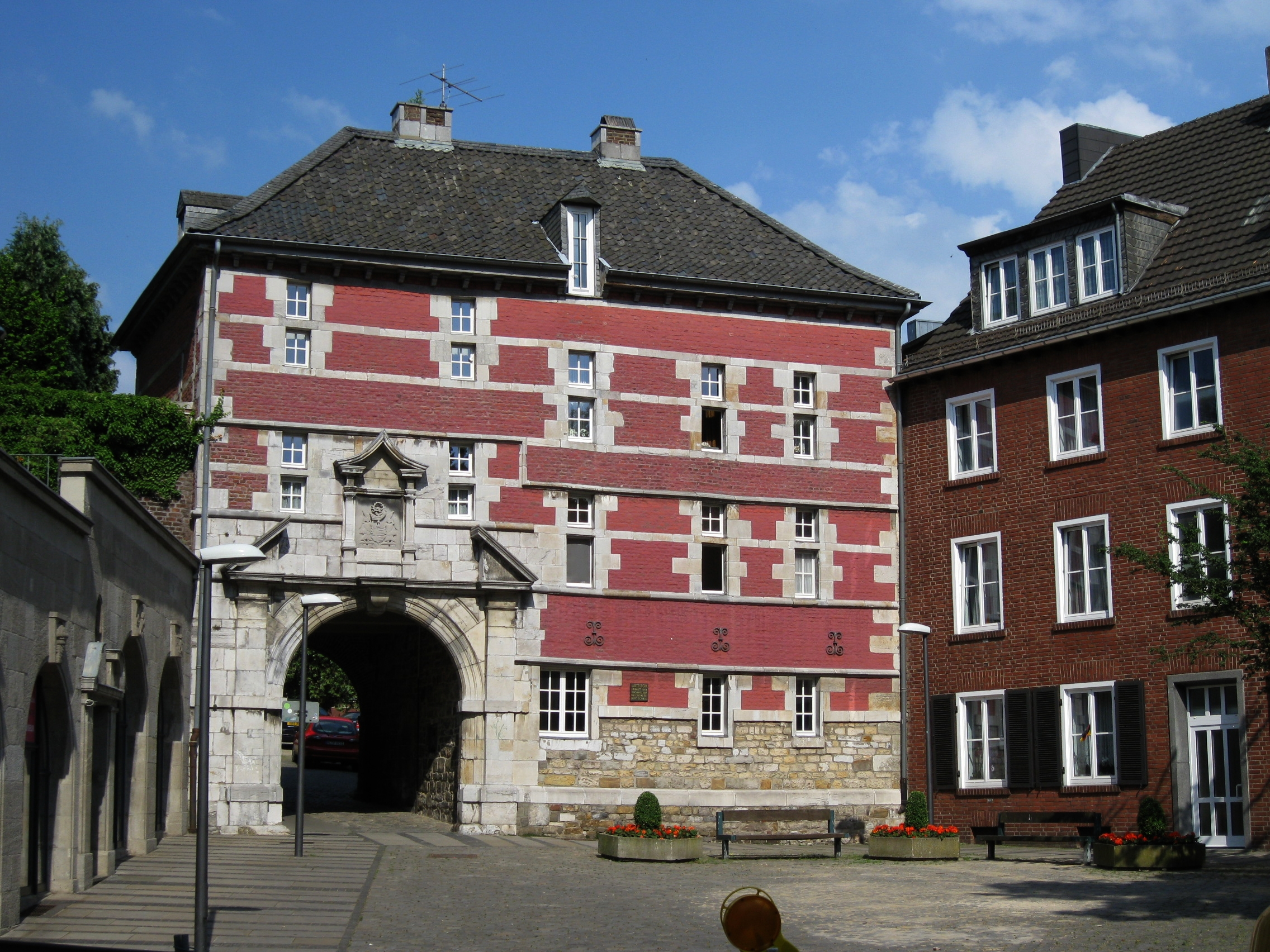
Nur durch einen vehementen Einsatz konnte H. Königs 1947 den Abriss des Abteitores (1644 erbaut) verhindern.

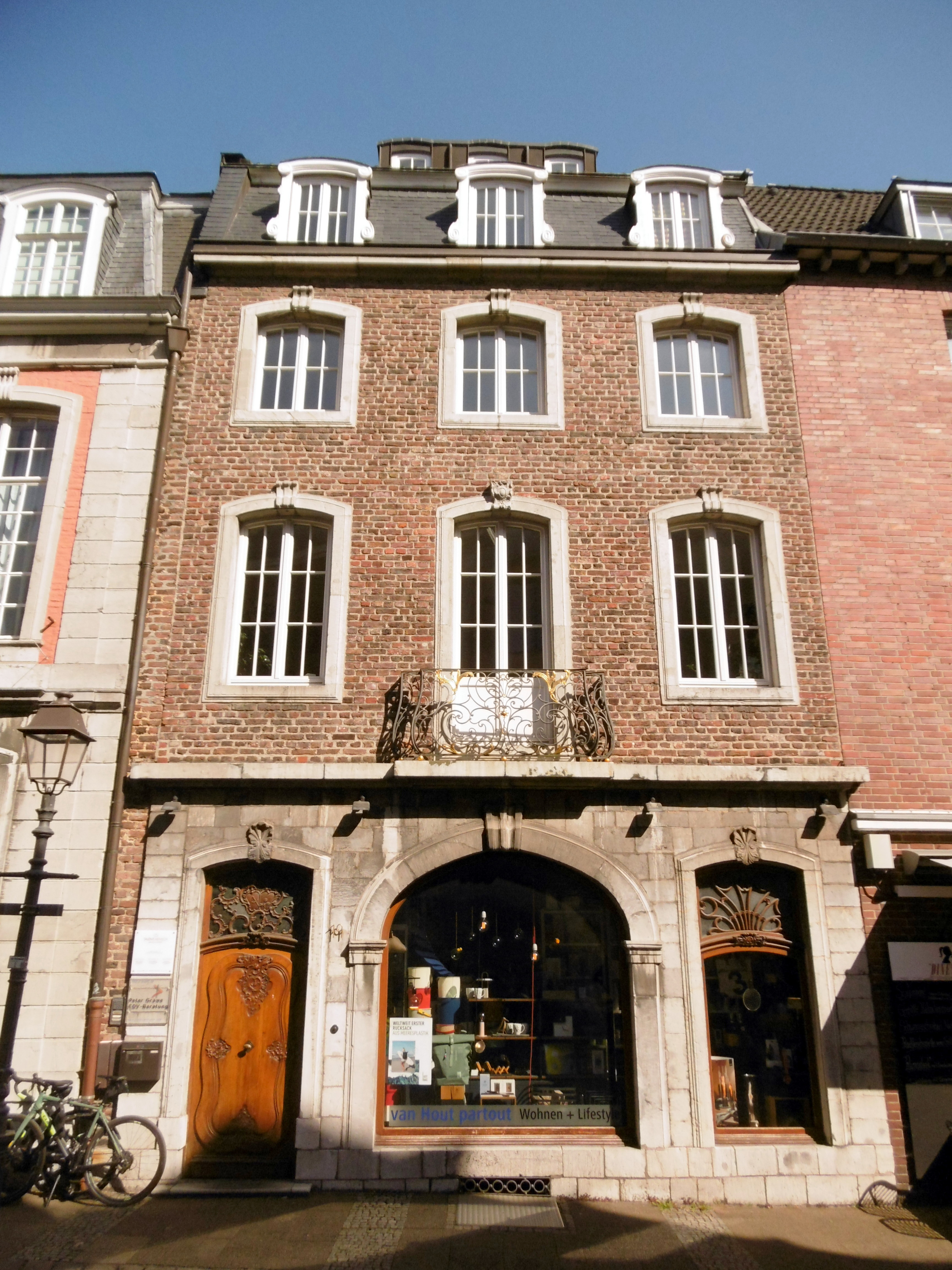
Beispiel für Translozierungen in der Aachener Altstadt: Haus Hühnermarkt 19: Die Zierelemente stammen aus zerstörten Aachener Häusern, so die Tür aus der Bahnhofstraße 22, der Balkonkorb aus dem „Blinden Esel“ aus der Franzstraße 8 und die Blausteingewände aus dem Haus Krugenofen 15–17

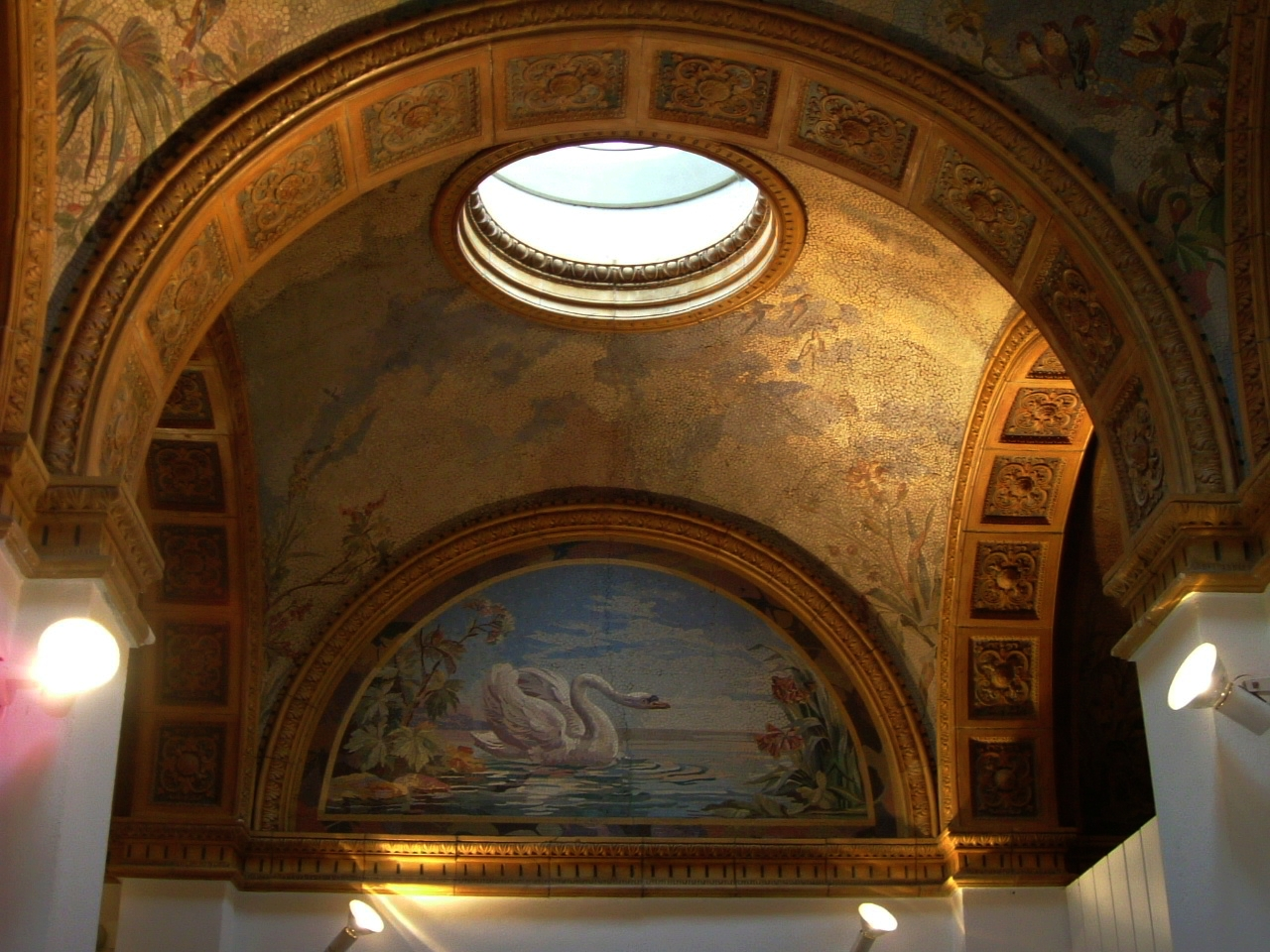
Mosaikkuppel des translozierten Fürstenbades aus dem Kaiserbad

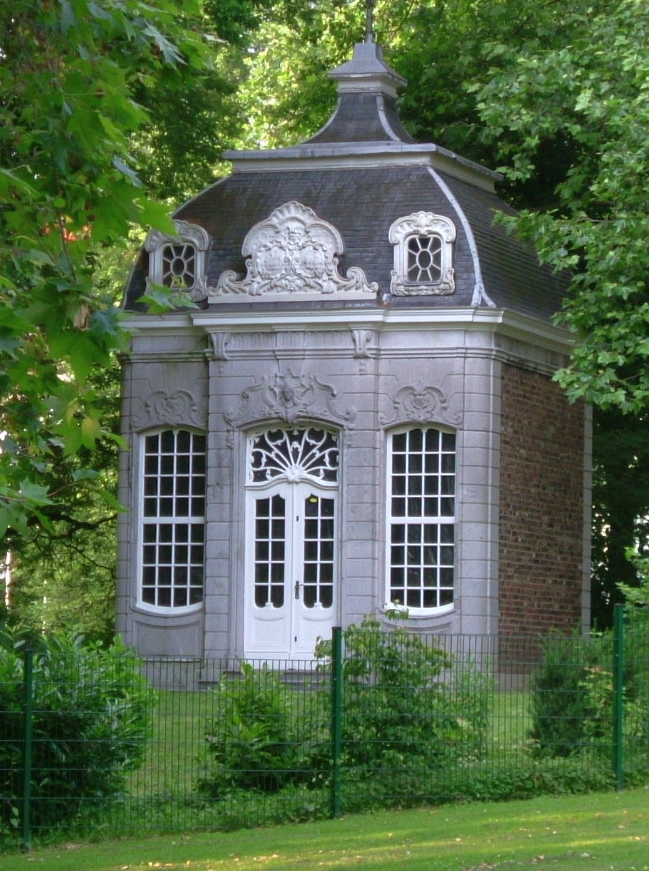
Nuellens Gartenpavillon, transloziert in den Burtscheider Kurpark.

Am 1. November 1944 ernannte ihn Oberbürgermeister Franz Oppenhoff zum Leiter des Amtes für Denkmalschutz.
Bis zur Rückkehr von Joseph Buchkremer im August 1945 leitete Hans Königs alle Bau- und Instandsetzungsmaßnahmen am Aachener Dom. Zusammen mit dem Domkapitular Erich Stephany und dem amerikanischen Kunstschutzoffizier Hancock initiierte er die Rückführung des in einem Bergwerksstollen bei Siegen ausgelagerten Domschatzes nach Aachen.
Wenige Monate nach Ende der Kampfhandlungen in Aachen legte Hans Königs einen Bericht über den Zustand der Aachener Baudenkmäler vor, in dem festgestellt werden musste, dass 90 % der als denkmalwürdig eingestuften Bauten zerstört oder stark beschädigt wurden.
Am 29. Mai 1945 wurde er zusammen mit Felix Kuetgens als Referent für den Kunstschutz beauftragt. Königs überprüfte die Verluste in den städtischen Kunstsammlungen. Die Leitung des Wohnungsamtes wurde ihm von der amerikanischen Besatzung übertragen. Unermüdlich setzte sich Hans Königs für den Erhalt der schwer beschädigten Baudenkmäler, wie den historischen Stadttoren, dem Aachener Rathaus, dem Wespienhaus, dem Abteitor in Burtscheid oder dem Postwagen, einer historischen Gaststätte am Rathaus ein. Nicht alle Baudenkmäler konnten in dieser Zeit, in der die Schaffung von Wohnraum an erster Stelle stand, gerettet werden. Hans Königs hat stets versucht, die historisch wertvollen Blaustein-Fassaden der alten Aachener Bürgerhäuser zu konservieren, einzulagern und an anderer Stelle wieder zu verwenden.
Im August 1951 wurde Königs Mitglied des Verwaltungsrates des Rheinischen Vereines für Denkmalpflege und Landschaftsschutz und zum Stadtbaurat ernannt.
Ein Anliegen Hans Königs und seines Vaters war es, die Badetradition Aachens wieder zu beleben. Zahlreiche Badehäuser und Badehotels waren im Krieg beschädigt und zerstört worden. 1956 wurde mit dem Abriss des beschädigten Badehotels Kaiserbad am Büchel begonnen, um Platz für ein neues Badehotel zu schaffen. Die noch intakte Prunkbadezelle des Hotels, das Fürstenbad, wurde auf Initiative von Hans Königs ausgebaut und 1964 in die Burtscheider Kurparkterrassen transloziert. Zahlreiche weitere Translozierungen, vornehmlich von Fassaden, folgten und bestimmen heute unscheinbar das historische Erscheinungsbild der Aachener Altstadt.
Seit 27. Januar 1956 war er Mitglied des Prüfungsausschusses der Staatlichen Ingenieurschule für den Bereich Hochbau sowie seit 24. März 1958 Mitglied des Prüfungsausschusses für Baumeister bei der Handwerkskammer Aachen.
Am 16. Januar 1964 wurde Hans Königs zum Stadtkonservator ernannt. Der Beigeordnete, Wilhelm K. Fischer hatte ihn vorgeschlagen. Zugleich beförderte die Stadt Aachen ihn zum Oberbaurat. Ihm oblag die bauliche Betreuung der Karls-Ausstellung des Jahres 1965 im Krönungssaal des Aachener Rathauses. Zahlreiche Rekonstruktionsmaßnahmen, u. a. der Wiederaufbau des Alten Kurhauses, der Theresienkirche und Augustinerkirche wurden unter seiner Leitung ausgeführt.
Hans Königs ging am 7. August 1968 in den Ruhestand. Auch nach seiner Pensionierung arbeitete er weiter u. a. an der Dokumentation der Aachener Baudenkmäler im Rahmen der Denkmälerverzeichnisse Aachen-Innenstadt mit Frankenberger Viertel und Aachen, übrige Stadtteile mit.
Hans Königs starb am 23. Dezember 1988 in Aachen.

### Identifizierungen von unbekannten Kunstwerken

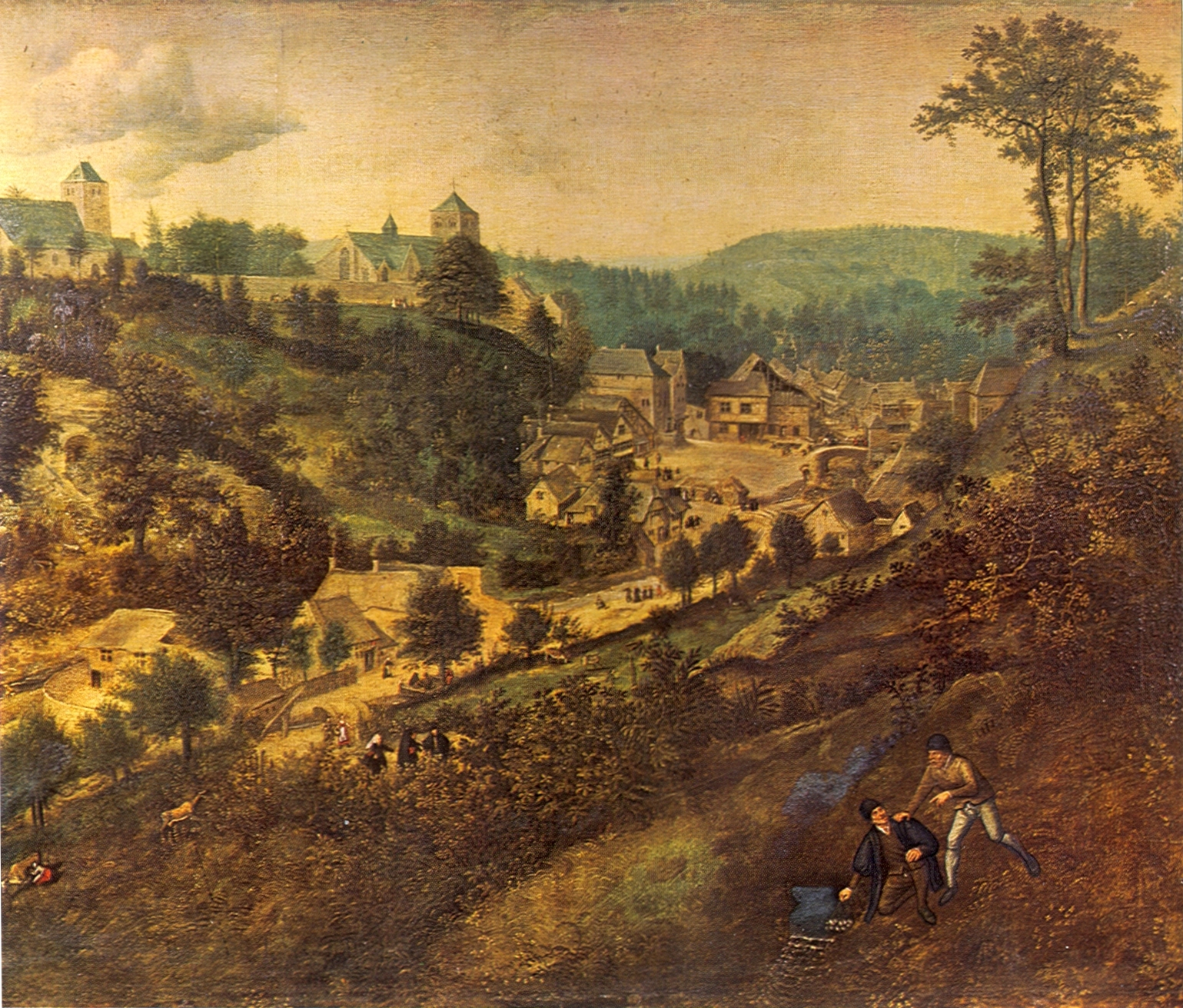
Das Burtscheider Tal bei Aachen, identifiziert von Hans Königs (1964), vormals bekannt als Landschaft an der mittleren Maas, 1570

Bereits vor dem Zweiten Weltkrieg konnte Hans Königs die Stuckarbeiten im Gutshof Im Großen Bau in Süsterfeld dem lombardischen Künstler Gagini zuschreiben. Besonders bedeutsam ist jedoch die Identifizierung eines Ölgemäldes von Lucas van Valckenborch im Brüsseler Museum der Schönen Künste aus dem Jahr 1570. Bis zu dieser Zeit trug das Gemälde den Namen Landschaft der mittleren Maas. Durch Vergleich mit alten Katasterkarten gelang ihm die Identifizierung des Burtscheider Tales mit den zwei markanten Kirchen St. Johann und St. Michael und den Burtscheider Bädern. Im Archiv der Klosterabtei Val-Dieu bei Aubel konnte er zusammen mit dem Architekten Hans Küpper eine alte Aquarellzeichnung aus dem Jahr 1754 als eine Darstellung der Burtscheider Reichsabtei erkennen. Beide Gemälde zählen zu den bedeutendsten und frühesten Darstellungen Burtscheids.

### Ehrungen
1979 erhielt Hans Königs den Rheinlandtaler im Weißen Saal des Aachener Rathauses vom Vorsitzenden der Landschaftsversammlung Rheinland Josef Kürten für seine Verdienste um die Heimatforschung und Denkmalpflege in Aachen. Im gleichen Jahr wurde er durch eine Ehrengabe des Burtscheider Bürgervereins ausgezeichnet. 1981 wurde Hans Königs zum Ehrenmitglied der Gesellschaft Burtscheid für Geschichte und Gegenwart ernannt.

### Mitarbeit an Neubauten der Firma Königs (vor 1947)
- Bäckerei und Wohnhaus Johann Lützenburg, Benediktinerstraße 34
- Wohnhaus des Landrates Ernst, Melatenerstraße 74
- Wohnhaus des Wilhelm Bock, Krefelder Straße 12
- Wohnhaus Schirp, Peliserkerstraße 4
- Wohnhaus Steffens, Heinzenstraße 12
- Baugruppe Schorn, Lipsmanstraße 14–16
- Baugruppe Chlodwigstraße 5–9
- Baugruppe Pippinstraße Ecke Chlodwigstraße
- Baugruppe Pippinstraße 4–6
- Wohnhaus Dr. med. W. Ritzerfeld, Brachelen, Kreis Geilenkirchen

### Mitarbeit an Umbauten der Firma Königs (vor 1947)
- Geschäftshaus der Fa. Gebr. Sinn, Großkölnstraße 15–19, Ecke Mostardstraße
- Geschäftshaus Schorn, Alexanderstraße 37
- Lebensmittelgeschäft Bücken, Victoriaallee 25
- Café Schiffers, Großkölnstraße 31
- Tuchhaus Ortmanns, Großkölnstraße 40
- Geschäftsräume der Aachener Straßenbahn und Energieversorgungs-AG, Kapuzinergraben 16
- Barbaraquelle Brachelen, Unterdorf

### Wiederherstellung von kriegsbeschädigten Häusern (Auswahl)

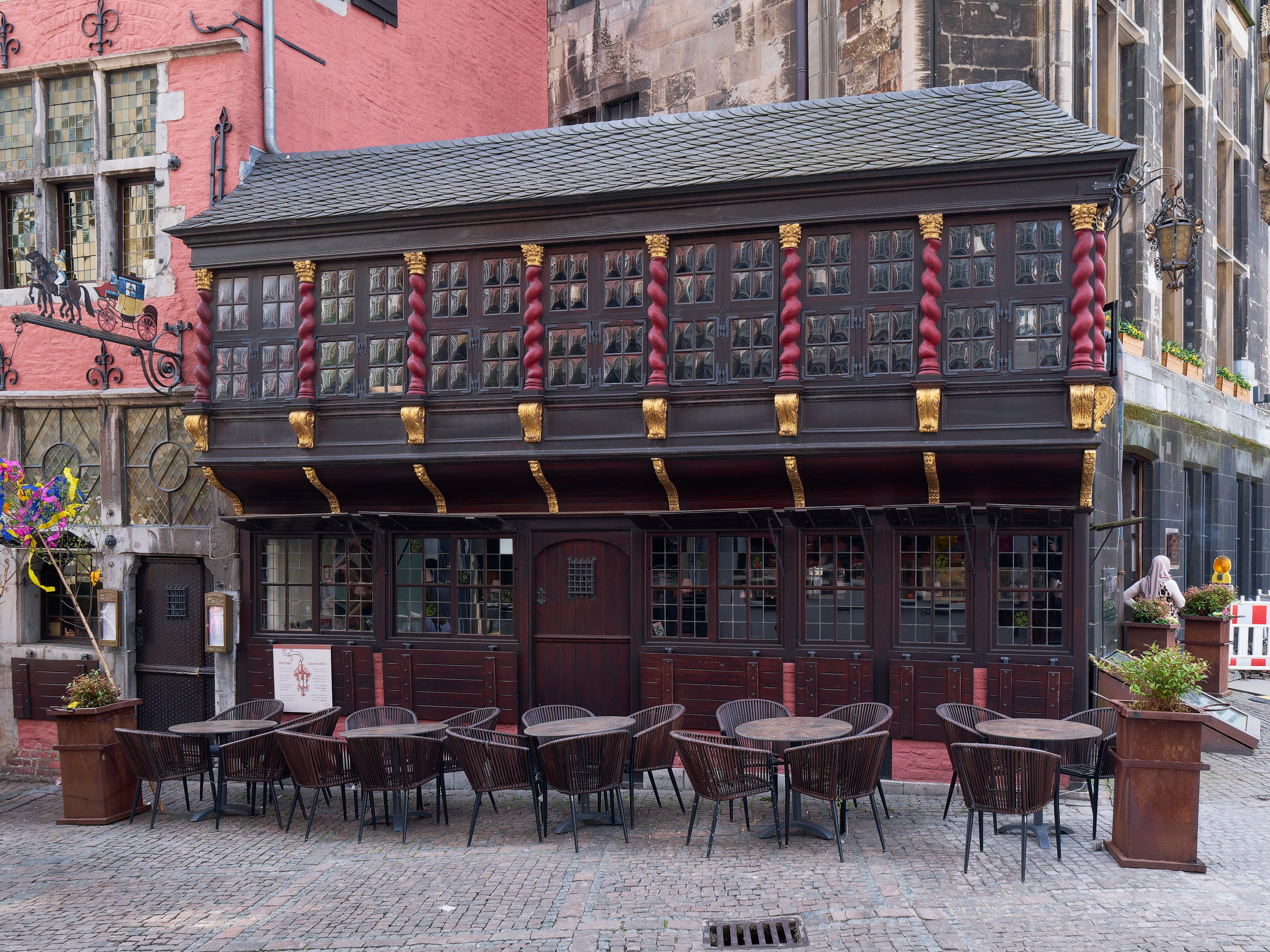
Historische Gaststätte Postwagen am Aachener Rathaus (wiederaufgebaut)

(u. a. im Auftrage des Kriegsschädenamtes der Stadt Aachen)
- Dresdner Bank, Kapuzinergraben 12–14
- Dresdner Bank, Elisabethstraße 13–15
- Wohnhaus Annastraße 30
- Wohnhaus Alexianergraben 45
- Wohnhaus Peterstraße 48
- Wohnhaus Heinzenstraße 17
- Wohnhaus Königsstraße 23, 25
- Wohnhaus Lipsmanstraße, 2, 2a, 6 und 10
- Historische Gaststätte Postwagen am Aachener Rathaus

### Denkmalbauten (Auswahl)
- 1936: Umbau des Patrizierhauses Geuljans, Zum Blinden Esel, Franzstraße 8, für Dr. Heusch
- 1937: Ausbau der Propstei in der Ritter-Chorus-Straße zur Aachener Domsingschule
- mehrjährige Tätigkeit in der Denkmalpflege in Zusammenarbeit mit Dombaumeister Joseph Buchkremer
- mehrere Aufträge der Rheinprovinz (Landeskonservator)
- ab 1942: Beauftragter des Rheinischen Landeskonservators für die Auslagerung der kriegsgefährdeten Aachener Kulturgüter und für die Sicherung der denkmalwerten Bauwerke
- ab 1943: ehrenamtlicher Beauftragter der Stadt Aachen für die Baudenkmäler in der Stadt Aachen

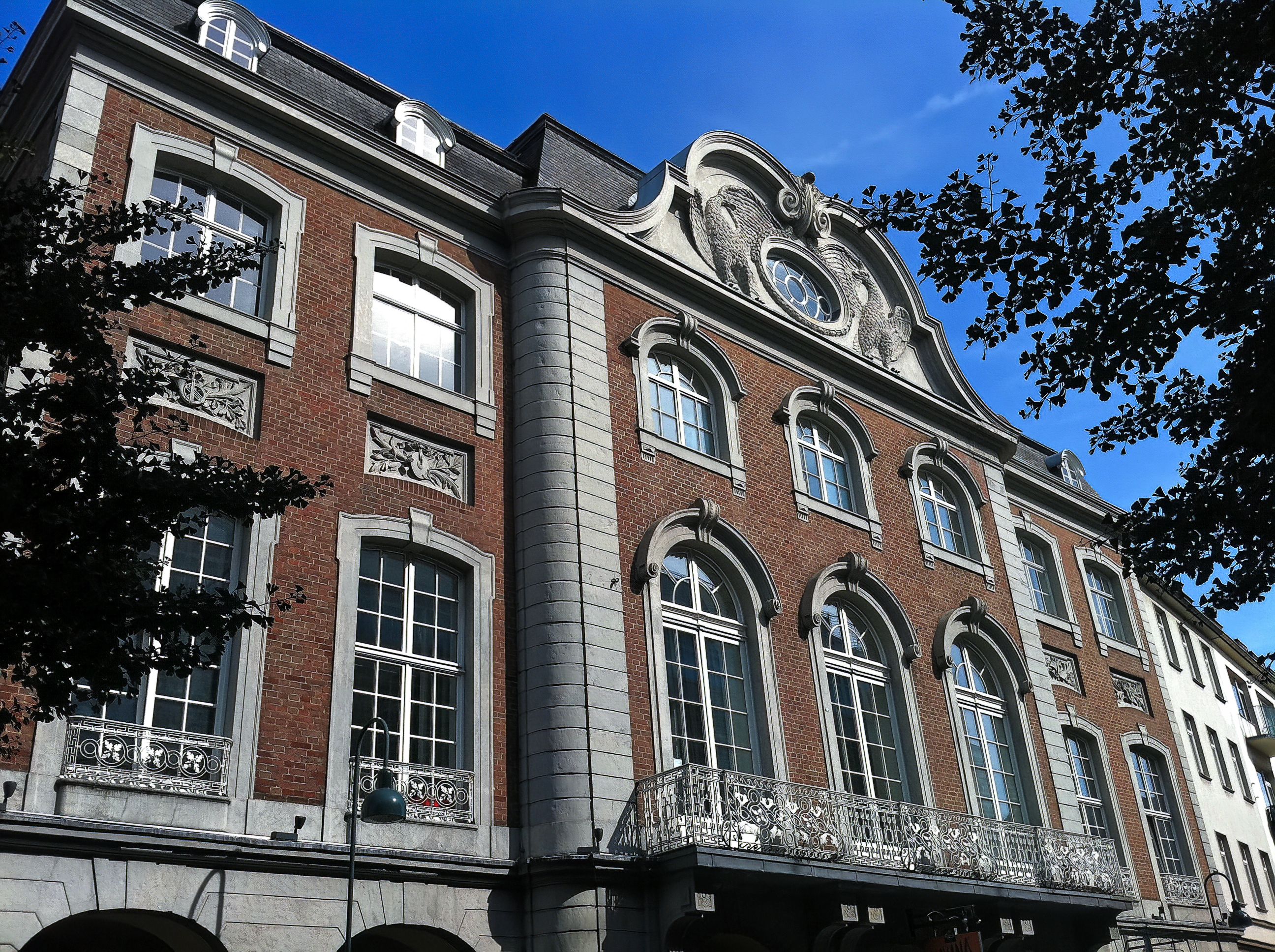
Altes Kurhaus Aachen, teilweise wiederaufgebaut und rekonstruiert (1965–1969)

- 1943–1944: Prüfung von Bergungsmöglichkeiten für das Inventar des Historischen Rathauses und für Aachener Kunstschätze im Kreis Malmedy
- 1944–1945 (bis zur Rückkehr von Dombaumeister Joseph Buchkremer): denkmalpflegerische Betreuung des Aachener Doms (vor allem Sicherungsarbeiten)
- Rekonstruktion des Alten Kurhauses in der Komphausbadstraße (1965–1969)
- Wiederherstellung des Stadttore (Ponttor und Marschiertor)
- Translozierung des Gartenhaus Nuellens in den Burtscheider Kurgarten
- Translozierung des Fürstenbades aus dem Kaiserbad am Büchel in die Kurparkterrassen im Burtscheider Kurgarten (1964)
- Rekonstruktion (zusammen mit Dr. Leo Hugot) des Alten Burtscheider Rathauses (Neubad), Anfang 1960er Jahre

### Schriften
- Das Reihenhaus als Eigenheim. In: Aachener Tageszeitung vom 13. Juni 1931.
- Das Gut „Der Große Bau“ mit den Wandstuckbildern Gaginis. In: Zeitschrift des Aachener Geschichtsvereins, 60 (1939), S. 200–211.
- Burgen und Herrensitze im Montzener Land, Aachen 1941, unveröffentlichtes Manuskript
- Berichte und Verzeichnisse über die Kunstzerstörungen in Deutschland. Stadtkreis Aachen. In: Die Kunstpflege, 1. Folge (1948), S. 99–103.
- Das Schicksal der profanen Baudenkmäler. In: Albert Huyskens, Bernhard Poll (Hrsg.): Das alte Aachen, seine Zerstörung und sein Wiederaufbau (= Aachener Beiträge für Baugeschichte und Heimatkunst, Band 3). Aachen 1953.
- Wiederaufgefundene Grabplatten und Denksteine in Aachen. In: Zeitschrift des Aachener Geschichtsvereins, 68 (1956), S. 399–407.
- Bericht über die Kriegsschäden und Aufbauarbeiten an den profanen Baudenkmälern der Stadt Aachen. In: Jahrbuch der Rheinischen Denkmalpflege, Band XX (1956): Berichte über die Tätigkeit der Denkmalpflege 1945–1953, S. 264–272.
- Bericht über die Kriegsschäden und Aufbauarbeiten an den profanen Baudenkmälern der Stadt Aachen. In: Jahrbuch der Rheinischen Denkmalpflege, Band XXI (1957): Berichte über die Tätigkeit der Denkmalpflege 1953–1956, S. 97–104.
- Bericht über die Kriegsschäden und Aufbauarbeiten an den profanen Baudenkmälern der Stadt Aachen. In: Jahrbuch der Rheinischen Denkmalpflege, Band XXII (1959): Berichte über die Tätigkeit der Denkmalpflege 1956–1959, S. 97–102.
- Grabplatten in einer Bachspüle an Steinbrück. In: Zeitschrift des Aachener Geschichtsvereins, 70 (1958), S. 207–210.
- Zum Verbreitungsgebiet von Werken der Aachener Edelschmiedekunst im 17. und 18. Jahrhundert. In: Aachener Kunstblätter, Band 29 (1964), S. 86–88.
- Burtscheid, die „Unbekannte Landschaft“ des Lukas van Valckenborch. In: Aachener Kunstblätter, Band 29 (1964), S. 178–192.
- Bericht über die Kriegsschäden und Aufbauarbeiten an den profanen Baudenkmälern der Stadt Aachen. In: Jahrbuch der Rheinischen Denkmalpflege, Band XXV (1965): Berichte über die Tätigkeit der Denkmalpflege 1959–1964, S. 67–88.
- Zur Geschichte der Herren von Reimersdahl. In: Im Göhltal, Heft 3 (1968), S. 4–11.
- Zur Geschichte der Herren von Reimersdahl (Nachtrag). In: Im Göhltal, Heft 5 (1968), S. 30–33.
- Hügelgräber aus vorgeschichtlicher Zeit im Göhltal. In: Im Göhltal, Heft 15 (1974), S. 20–21.
- Die Bezeichnung „Am Bildchen“. In: Göhltal, Heft 15 (1974), S. 30–32.
- Von Bauern und Soldaten im Aachener Reich zur Zeit des Österreichischen Erbfolgekrieges (1741–1748). In: Im Göhltal, Heft 15 (1974), S. 70–73.
- Eine unbekannte Darstellung der Reichsabtei Burtscheid aus dem Jahre 1754. Ein Beitrag zur historischen Topographie Burtscheids. In: Zeitschrift des Aachener Geschichtsvereins, Band 84/85 (1977/1978), S. 499–552.
- Die Burg Schimper. Anmerkungen zu einem neuen Buch. In: Zeitschrift des Aachener Geschichtsvereins, Band 90/91 (1983/1984), S. 247–250.

als Mitautor:
- Rheinische Denkmalpflege [Hrsg.]: Die Baudenkmäler in Nord-Rheinland. Kriegsschäden und Wiederaufbau. In: Jahrbuch der Rheinischen Denkmalpflege, XIX (1951), S. 3–20.
- Hans Königs, Karl Vanderheyden: Aachen einst und jetzt – als Werk von Baumeistern. In: Der Deutsche Baumeister, Nr. 16 (1955), S. 184–194.
- Hermann Heusch, Hans Königs: Der Wylre’sche Hof in Aachen. In: Zeitschrift des Aachener Geschichtsvereins, Band 68 (1956), S. 333–359.
- Ernst Günther Grimme, Hans Königs: Die großen Jahrhunderte der Aachener Goldschmiedekunst. In: Aachener Kunstblätter, Band 29 (1964), S. 45–88.
- Wilhelm K. Fischer, Hanns Compernass, Hans Königs: Bad Aachen. Seine Quellen und das Kaiserbad. Aachen 1963.
- Landeskonservator Rheinland [Hrsg.]: Denkmälerverzeichnis, 1.1 Aachen Innenstadt, mit Frankenberger Viertel, 1.2. Aachen übrige Stadtteile. Köln 1977.